# هلق
هلق یکی از روستاهای استان آذربایجان شرقی است که در دهستان دیزمار غربی بخش سیه‌رود شهرستان جلفا واقع شده‌است.این روستا ۴۱۳ نفر جمعیت دارد.